# Pontogenia sericoma
Pontogenia sericoma är en ringmaskart som beskrevs av Ehlers 1867. Pontogenia sericoma ingår i släktet Pontogenia och familjen Aphroditidae. Inga underarter finns listade i Catalogue of Life.